# كايليكس
كايليكس هو برنامج من انتاج شركة بورلاند لتطوير البرامج المرئية بلغة باسكال الكائنية وسي++ معا في محيط لينكس.

## نبذة تاريخية
أول اصدار كان في بداية سنة 2001 ثم تلت بعده نسخة ثانية، ثم كان الاصدار الأخير لهذا المنتج في أغسطس 2002 وهي (كايليكس 3.0) بعد ذلك توقفت شركت بورلاند عن دعم هذا المشروع وذلك لعدم رواجه.